# Episodi di A casa dei Loud (settima stagione)
La settima stagione della serie animata A casa dei Loud, composta da 20 episodi, viene trasmessa negli Stati Uniti, da Nickelodeon, dal 17 maggio 2023.
In Italia viene trasmessa dal 18 settembre 2023 su Nickelodeon.
| nº | Titolo originale                   | Titolo italiano                        | Prima TV USA      | Prima TV Italia   |
| -- | ---------------------------------- | -------------------------------------- | ----------------- | ----------------- |
| 1  | Waking History                     | Preistoria scongelata                  | 17 maggio 2023    | 18 settembre 2023 |
| 1  | Pranks Fore Nothing                | Uno scherzo da niente                  | 18 maggio 2023    | 18 settembre 2023 |
| 2  | Child's Play                       | Un gioco da bambini                    | 22 maggio 2023    | 19 settembre 2023 |
| 2  | Force of Habits                    | La forza dell'abitudine                | 23 maggio 2023    | 19 settembre 2023 |
| 3  | Candy Crushed                      | Dolci tentazioni                       | 24 maggio 2023    | 20 settembre 2023 |
| 3  | Master of Delusion                 | Il giovane illusionista                | 25 maggio 2023    | 20 settembre 2023 |
| 4  | Bye Bye Birthday                   | Addio compleanno                       | 28 settembre 2023 | 21 settembre 2023 |
| 4  | Tough Guise                        | Ossi duri                              | 7 settembre 2023  | 21 settembre 2023 |
| 5  | Road Trip: Bizarritorium           | In Viaggio: Bizzarritorium             | 14 luglio 2023    | 22 settembre 2023 |
| 6  | Road Trip: Bringing Down the House | In Viaggio: Il tour della casa bianca  | 14 luglio 2023    | 25 settembre 2023 |
| 6  | Road Trip: Mountain Hard Pass      | In Viaggio: Un'escursione da ricordare | 14 luglio 2023    | 25 settembre 2023 |
| 7  | Road Trip: From Brad to Worse      | In Viaggio: Da Brad in peggio          | 14 luglio 2023    | 26 settembre 2023 |
| 7  | Road Trip: Doll Day Afternoon      | In Viaggio: Il rapitore di pupazzi     | 14 luglio 2023    | 26 settembre 2023 |
| 8  | Road Trip: Screen Queen            | In Viaggio: La grande star             | 14 luglio 2023    | 27 settembre 2023 |
| 8  | Road Trip: Hide and Sneak          | In Viaggio: In incognito               | 14 luglio 2023    | 27 settembre 2023 |
| 9  | Out of Step                        | Fuori tempo                            | 5 settembre 2023  | 13 novembre 2023  |
| 9  | Too Cool for School                | Nuove regole                           | 5 settembre 2023  | 13 novembre 2023  |
| 10 | Music to My Fears                  | Musica per le mie paure                | 6 settembre 2023  | 14 novembre 2023  |
| 10 | Fluff and Foiled                   | Bucato bianco latte                    | 6 settembre 2023  | 14 novembre 2023  |
| 11 | Leave No Van Behind                | Salviamo Vanzilla                      | 11 settembre 2023 | 15 novembre 2023  |
| 11 | Sponsor Tripped                    | Gli sponsor                            | 12 settembre 2023 | 15 novembre 2023  |
| 12 | Party Fowl                         | Festa bestiale                         | 13 settembre 2023 | 16 novembre 2023  |
| 12 | Sleepless in Royal Woods           | Svegli a Royal Woods                   | 14 settembre 2023 | 16 novembre 2023  |
| 13 | Hunn-cut Gems                      | Vita da Liam                           | 16 gennaio 2024   | 17 novembre 2023  |
| 13 | Can't Lynn Them All                | Lynn contro tutti                      | 17 gennaio 2024   | 17 novembre 2023  |
| 14 | Bye, Tanya                         | Addio Tanya                            | 18 gennaio 2024   | 1° aprile 2024    |
| 14 | What Lies Beneath                  | Le verita nascoste                     | 22 gennaio 2024   | 1° aprile 2024    |
| 15 | An Inspector Falls                 | La caduta di un detective              | 23 gennaio 2024   | 2 aprile 2024     |
| 15 | One in a Million                   | Uno su un milione                      | 24 gennaio 2024   | 2 aprile 2024     |
| 16 | Dread of the Class                 | Il terrore della classe                | 25 gennaio 2024   | 3 aprile 2024     |
| 16 | Welcome to the Doll Heist          | Il furto perfetto                      | 3 giugno 2024     | 3 aprile 2024     |
| 17 | 'Twas the Fight Before Christmas   | Era la lotta prima di Natale           | 1° dicembre 2023  | 17 giugno 2024    |
| 18 | Let's Break a Deal                 | Un patto e un patto                    | 3 giugno 2024     | 4 aprile 2024     |
| 18 | A Dish Come True                   | Il nome sul menu                       | 4 giugno 2024     | 4 aprile 2024     |
| 19 | Beg, Borrow and Steele             | Supplica, arraffa e scappa             | 4 giugno 2024     | 5 aprile 2024     |
| 19 | There Will Be Mud                  | La tenuta Hunnicut                     | 5 giugno 2024     | 5 aprile 2024     |
| 20 | Riddle School                      | A scuola di enigmi                     | 5 giugno 2024     | 8 aprile 2024     |
| 20 | Love Me Tenor                      | Il tenore timido                       | 6 giugno 2024     | 8 aprile 2024     |